# Liste der Geotope der Rhön im Landkreis Schmalkalden-Meiningen
Dieser Artikel vermittelt einen Überblick über die Geotope der Rhön im Landkreis Schmalkalden-Meiningen. Basis sind die Angaben des Thüringer Landesamtes für Umwelt, Bergbau und Naturschutz (TLUBN). Diese Liste ist unvollständig. Auch ist der Prozess des Erkennens besonderer geologischer Merkmale in der Landschaft und deren Eigenschaft als Geotop weiter im Gang. Weitere Geotope der Rhön sind im Artikel Liste der Geotope der Rhön im Wartburgkreis, sowie in den Artikeln Liste der Geotope der Rhön im Landkreis Fulda, Liste der Geotope im Landkreis Bad Kissingen und Liste der Geotope im Landkreis Rhön-Grabfeld zu finden.
| Name                                                   | Bild                                             | Gemeinde / Lage                                       | Beschreibung |
| ------------------------------------------------------ | ------------------------------------------------ | ----------------------------------------------------- | --- |
| Basaltklippen auf dem Katzenstein bei Andenhausen      | ThüringerRhön Katzenstein Wanderer               | Andenhausen 50° 40′ 13″ N, 10° 4′ 40″ O               | Der (östliche) Katzensteingipfel – es gibt auch laut Karte noch einen westlichen in geringer Entfernung – zeigt einen klar herausmodellierten Basaltduchbruch mit Absonderungsformen schräg stehender Säulen. Sie sind meist einige Dezimeter mächtig und um ca. 45 Grad geneigt. Unklar ist, ob hier früher Steinbruchbetrieb herrschte, es finden sich keine Reste von Basaltschutt, auch keine Anzeichen eines Blockfeldes. Die im nahegelegenen Hotel verarbeiteten Säulen könnten von hier oben stammen. Der Untergrund besteht aus Basalttuff und Basaltlehm (Staunässe örtlich). Es liegt die Vermutung nahe, dass der Aufstiegskanal des basischen Magmas, welches der Ursprung des Basalts war, dicht neben der Felsgruppe liegt. Wohl wird ursprünglich auch eine größerflächige Basaltdecke vorhanden gewesen sein. Es gibt in der Nachbarschaft viele Blockwälle, die anthropogen entstanden sind.                |
| Basaltsteinbruch Altvater und Höhn bei Diedorf/Klings  |                                                  | Klings 50° 39′ 25″ N, 10° 6′ 57″ O                    | Nahezu kreisförmige Basaltlagerstätte im Abbau mit vielfältigen Erscheinungen des tertiären Vulkanismus. Die Lagerstätte stellt einen durch Erosion angeschnittenen Basaltschlot dar, der von einem polygenen Vulkan herrührt. Die späteren Ausbrüche bewirkten eine „Frittung“ der älteren Basaltergüsse im Kontaktbereich, so dass Basaltsäulen miteinander verschmolzen. |
| Aufschluss u. Blockfelder auf dem Umpfen bei Fischbach | Steinbruch Umpfen – Blick von unten              | Fischbach/Rhön 50° 38′ 47″ N, 10° 9′ 33″ O            | Ein großer Steinbruchbetrieb hat bedeutende Hangbereiche der basaltischen Kuppe freigelegt. Die obere Sohle des ehemaligen Basaltsteinbruches Umpfen ist zwar begehbar; jedoch wurde ein Maschendrahtzaun zur Verhinderung des Betretens der Steilwandbereiche installiert um Greifvogelnester in den Felswänden schützen. Die unteren Bruchsohlen sind weitgehend durch Blockschutt überdeckt. Ein noch naturbelassenes Blockfeld ist seitlich anzutreffen. Hier kann man tatsächlich im Mai noch Schneereste unter Basaltblöcken finden. Im unteren Bereich der Umpfenwestflanke wurde ein Naturlehrpfad angelegt. Wanderpfade werden aber auch weiter oben geduldet, sogar eine sog. Wanderhütte des örtlichen Vereins. |
| Süßwasserkalkbildungen im Sommertal bei Fischbach      | Wasserfall in der Spring, 2                      | Fischbach/Rhön 50° 39′ 23″ N, 10° 9′ 47″ O            | Aus Muschelkalkabsturzmassen gelöste Kalke scheiden sich hinter den Quellen als Sinter ab. Süßwasserkalk-Vorkommen sind besonders im Feldatal und seinen Nebentälern verbreitet. Das Vorkommen im Sommertal ist besonders erwähnenswert. Eine große, abgerutschte Muschelkalkmasse im hinteren Tal wird durch Niederschlagswasser wegen der Klüftigkeit des Gesteins leicht durchwandert. Dabei nimmt das Wasser genug Kalk auf und kann ihn bei Quellaustritt wieder abgeben. Dabei werden Pflanzenreste, Schneckenschalen usw. verkrustet, es tritt eine Travertinbildung ein. Die Quellaustritte mit anfänglichen Terrassenbildungen sind im hinteren Sommertal sehr schön zu beobachten. Moose usw. werden mit Kalk überzogen. Etwas tiefer – nahe der Gaststätte – sind schon Felsbildungen aus Travertin entstanden und der Bach fließt über kleine Sinterterrassen ab.                                                 |
| Hanganschnitt an der Untermühle von Kaltenlengsfeld    |                                                  | Kaltenlengsfeld 50° 38′ 13″ N, 10° 11′ 38″ O          | Dieser kleine Kalksteinbruch erlangte durch synsedimentäre Verformungsstrukturen Bedeutung. Im Tal des Ziegelbaches gibt es an der Straße von Kaltennordheim her noch zwei weitere Aufschlüsse im Unteren Muschelkalk, die aber nicht so repräsentativ sind und wegen des Bewuchses wenig auffallen. |
| Sandstein- und Märchenhöhle, Walldorf                  | Märchenhöhle Walldorf – 11                       | Walldorf (Meiningen) 50° 36′ 40″ N, 10° 23′ 2″ O      | Die Sandsteinhöhle, ein Labyrinth mit einer Fläche von ca. 65.000 m² und 2.500 tragenden Säulen in den Gesteinen des Mittleren Buntsandsteins ist durch den Abbau eines weißen, feinkörnigen Sandsteins, der als Streu- und Scheuersand verwendet wurde, entstanden. Die Führung informiert über das Leben der Sandmacher. Die Darstellung von ca. 30 Märchenbildern der Gebrüder Grimm, von H. Chr. Andersen und von L. Bechstein üben insbesondere auf die kleinen Höhlenbesucher eine besondere Faszination aus. |
| Goetzhöhle Meiningen                                   | Goetz-Höhle                                      | Meiningen 50° 33′ 56″ N, 10° 24′ 25″ O                | Die Höhle, am linken Werratalhang des Dietrichskopfes unmittelbar am Rand des Stadtzentrums gelegen, ist eine typische Abrissspaltenhöhle in den Gesteinen des Unteren Muschelkalks. Sie gilt als die größte begehbare Kluft- und Spaltenhöhle in Europa. Im Jahr 2000 wieder eröffnet, können die außergewöhnlichen Dimensionen auf ca. 480 m Wegstrecke über 3 Ebenen besichtigt werden. Eine Treppenanlage überwindet ca. 33 Höhenmeter. Die vier Hauptspalten besitzen fast 50 m einsehbare Wandhöhen und Kluftweiten bis zu 3 m. |
| Stedtlinger Moor                                       | Stedtlinger Moor                                 | Stedtlingen 50° 31′ 14″ N, 10° 14′ 58″ O              | Das Stedtlinger Moor ist in einer Mulde durch Auswaschung von Zechsteinsalzen entstanden. Gegenüber dem Buntsandstein ist sie durch eine tonige Schicht abgedichtet. Hier hat sich Regenwasser zu einem nährstoffarmen See gesammelt. Der Eintrag von Pflanzenmaterial und der Bewuchs mit Torfmoosen führte zur Bildung eines Hochmoores. Siehe auch: Gewässer der Rhön |
| Petersee bei Stedtlingen                               |                                                  | Stedtlingen 50° 31′ 30″ N, 10° 15′ 37″ O              | Der Petersee liegt ca. 2 km westlich von Stedtlingen, ca. 0,3 km südlich der Verbindungsstraße Stedtlingen-Schmerbach. Es handelt sich um ein Hochmoor, das sich im Bereich der Heldburger Scholle befindet. Im Untergrund steht der Chirotheriensandstein der Solling-Folge (Mittlerer Buntsandstein) an, der zu lockerem Sand verwittert. Durch tonige Zwischenlagen und das ausgewitterte kaolinige (tonige) Bindemittel wird der Abfluss des Wassers verhindert, was zur Bildung des Hochmoores führte. |
| Basaltdurchbruch auf der Alten Mark (Wall II)          |                                                  | Erbenhausen 50° 34′ 59″ N, 10° 9′ 16″ O               | Der „Basaltdurchbruch auf der Alten Mark“ liegt ca. 1 km nordöstlich von Erbenhausen und wird der Vorderrhön zugeordnet. Der Gipfel des markanten Bergkegels „Alte Mark“ wird von tertiären Basalten (genauer Nephelinbasanit) aufgebaut. Die Reste der Basaltdecke lagern auf Oberem Muschelkalk und Unterem Keuper. Die Basaltsäulen stehen annähernd senkrecht, was auf einen Deckenerguss hinweist. Es handelt sich um einen Deckenrest, der keinen eigenen Förderschlot besitzt. Von ehemals großflächigen Deckenergüssen aus Basalt in der Vorderrhön sind durch weitreichende Erosion nur noch einige inselartige Vorkommen – u. a. an der Alten Mark – übriggeblieben. |
| Gehauener Stein Schafhausen                            |                                                  | Schafhausen (Erbenhausen) 50° 33′ 50″ N, 10° 9′ 47″ O | Ca. 500 m südsüdwestlich von Schafhausen liegt der „Gehauene Stein“ innerhalb eines kleinen Wäldchens. Regionalgeologisch betrachtet befindet er sich innerhalb des Grabens von Oberkatz, der südwestlich des Geotops mit den Gesteinen des Mittleren Keupers (Gipskeuper) gefüllt ist. Diese Ablagerungen werden diskordant von einem tertiären Basalt (Nephelinbasanit) überlagert. Der heute sichtbare Härtling des Gehauenen Steins wurde aus den weicheren Kaeuperablagerungen durch Erosion herauspräpariert. Die Basaltsäulen verlaufen nahezu senkrecht, was auf einen Gesteinsgang oder den Schlotbereich eines Vulkans hinweist. |
| Melkerser Felsen                                       | Hütte und Aussichtsplattform am Melkerser Felsen | Melkers 50° 35′ 46″ N, 10° 22′ 38″ O                  | An der Südostseite des unteren Herpf-Tales gelegen, befinden sich die Melkerser Felsen in Ablagerungen des Unteren Muschelkalkes. Durch einen Bergsturz entstanden, fallen die Schichten des Oberen Buntsandstein zum Herpftal ein. Der Bergsturz mit seinen typischen Formen hat unter der Abrißwand eine Schutthalde, der talwärts eine Senke („Diebeskrippe“) und abgerutschte Wellenkalkblöcke folgen, die wallartig vor diesen abgelagert wurden. Interessant zu beobachten sind die Wuchsrichtungen der Bäume am Hang. Aufgrund der Rutschbewegungen in der Schutthalde streben diese ständig in die Senkrechte zu wachsen, wodurch der sogenannte „Säbelwuchs“ entstand. Der Melkerser Felsen ist neben dem Eingefallenen Berg bei Themar, dem Rohrer Felsen und dem Bergsturz am Neuberg bei Stedtlingen eines der markanten Bergsturzgebiete im Unteren Muschelkalk Südthüringens und daher unbedingt schützenswert. |
| Träbeser Loch                                          | Erdfall östlich von Träbes                       | Träbes 50° 34′ 55″ N, 10° 17′ 38″ O                   | Bei dem „Träbeser Loch“, das ca. 0,5 km nordöstlich des Ortes Träbes liegt, handelt es sich um einen Erdfall. In diesem Gebiet verläuft der NE-SW streichende Geba-Sattel auf der Heldburger Scholle, die Teil der Südthüringisch-Fränkischen Scholle ist. Der Erdfall entstand durch die Auslaugung des Röt- oder auch Zechsteinsalinars und dem darauffolgenden Einbrechen des überlagernden Unteren Muschelkalks. |
| Diesburg                                               | Diesburg                                         | Wohlmuthhausen 50° 35′ 18″ N, 10° 12′ 50″ O           | Die ca. 1 km nördlich von Wohlmuthhausen gelegene Diesburg schließt sich nordwestlich an das Bergmassiv der Hohen Geba an. Der hier anstehende Basalt lagert über den Gesteinen des Oberen Muschelkalkes und wird als Deckenrest gedeutet. Darauf weisen die senkrechten Säulen hin, die am besten an dem Basaltrücken an der Ostseite der Diesburg unterhalb des Gipfels zu erkennen sind. Basaltsäulen bilden sich immer senkrecht zur Abkühlungsfläche. Der ca. 30 m lange, 20 m breite und bis zu 6 m hohe Basaltrücken tritt markant hervor und eignet sich als Schauobjekt für den hier ausgewiesenen Nephelinbasalt. |